# Односи Србије и Републике Српске
Односи Србије и Републике Српске су спољни односи Републике Србије и Републике Српске (једног од два ентитета Босне и Херцеговине).
Република Српска има представништво у Београду, а Србија има генералног конзула у Бањој Луци.
Србија и Република Српска имају Споразум о специјалним паралелним везама.

## Историја односа
Органи Републике Србије су испоручили Хашким трибуналу бившег предсједника Републике Српске Радована Караџића 2008. године и генерала Ратка Младића 2011. године.
Република Српска подржава Србију по питању Косова и Метохије.
Осмог јуна 2024. је  одржан први Свесрпски сабор. Неколико десетина институција Републике Србије и Републике Српске потписало је документа о сарадњи, као и Декларацију о заштити националних и политичких права и заједничкој будућности српског народа.
Хеликоптерске јединице Србије су током августа 2024. биле ангажоване на гашењу пожара који су захватили Национални парк Сутјеска у Републици Српској и Босни и Херцеговини.

## Поређење
|                 | Србија                                        | Република Српска                                                                                                  |
| --------------- | --------------------------------------------- | --- |
| Становништво    | 7.186.862 (2011. без података са КиМ)         | 1.170.342 (2013)                                                                                                  |
| Површина        | 88.361                                        | 25.053 km² |
| Престоница      | Београд — 1.233.796 (1.659.440 шире подручје) | Бања Лука (де факто) — 135.059 (180.053 шире подручје) Источно Сарајево (Сарајево де јуре) — 59.916 шире подручје |
| Облик владавине | Парламентарна република                       | Парламентарна република                                                                                           |
| Званични језик  | Српски језик                                  | Језик српског народа језик бошњачког народа језик хрватског народа                                                |